# Kohlenstoffdiselenid
Kohlenstoffdiselenid ist eine anorganische chemische Verbindung des Kohlenstoffs aus der Gruppe der Selenide.

## Gewinnung und Darstellung
Kohlenstoffdiselenid kann durch Reaktion von Dichlormethan mit Selen bei 520 °C gewonnen werden.
{\displaystyle \mathrm {CH_{2}Cl_{2}+2\ Se\longrightarrow CSe_{2}+2\ HCl} }
Ebenfalls möglich ist die Darstellung durch Reaktion von Selenwasserstoff mit Tetrachlormethan.

## Eigenschaften
Kohlenstoffdiselenid ist eine goldgelbe, stark lichtbrechende Flüssigkeit, die unlöslich in Wasser ist. Sie ist mit gelber Farbe löslich in Kohlenstoffdisulfid, Tetrachlormethan, Diethylether, Benzol, Nitrobenzol, Dioxan, Essigsäureethylester, Aceton, aber wenig löslich in Eisessig und Alkohol.
Die auffälligste äußere Eigenschaft von Kohlenstoffdiselenid ist sein unangenehmer Geruch nach faulem Rettich, der selbst in sehr geringer Konzentration deutlich wahrnehmbar ist. Nach dem Umgang mit Kohlenstoffdiselenid ist regelmäßig ein metallischer Nachgeschmack im Bereich der Atemwege nachweisbar, und es ist nicht leicht, den Geruch von Kleidung und Händen zu entfernen.
Die Verbindung ist sehr lichtempfindlich: Sie polymerisiert beim Stehen erst braun dann schwarz, ist jedoch bei −30 °C im Dunkeln nahezu unbegrenzt haltbar. Sie geht beim Erhitzen im geschlossenen Rohr auf 150 °C in eine schwarze feste Masse über. Festes Kohlenstoffdiselenid ist völlig stabil. Bei −78 °C aufbewahrte Proben zeigten auch nach mehreren Monaten keinerlei Veränderungen. Oberhalb Zimmertemperatur steigt die Zersetzungsgeschwindigkeit stark an, allerdings ist ein Sieden unter Atmosphärendruck noch möglich. Schwefelpulver löst sich in Kohlenstoffdiselenid reichlich, rotes Selen kaum. Bei Erhitzung zersetzt sich die Verbindung bei Kontakt mit Salpetersäure und Natriumhydroxid. Durch eine Hochfrequenzentladung kann aus ihr Kohlenstoffmonoselenid (Struktur ähnlich Kohlenstoffmonoxid) gewonnen werden.
Bei 17,5 K besitzt die Verbindung eine orthorhombische Kristallstruktur mit der Raumgruppe Cmce (Raumgruppen-Nr. 64).